# Naomi Verkerk
Naomi Verkerk (29 april 2000) is een Nederlands langebaanschaatsster. Op negenjarige leeftijd begon ze bij IJsclub Zwanenburg.
In 2017 reed ze in Inzell een limiet voor deelname aan het NK afstanden 2018, en in 2018 en 2019 reed ze de 500 meter.
In 2019 sluit ze haar juniorentijd af met een titel op het NK Supersprint bij de junioren.

## Persoonlijke records[5]
| Afstand    | Tijd    | Datum            | Baan           |
| ---------- | ------- | ---------------- | -------------- |
| 500 meter  | 37,63   | 28 oktober 2023  | Heerenveen     |
| 1000 meter | 1.15,32 | 26 januari 2024  | Salt Lake City |
| 1500 meter | 2.02,48 | 13 november 2021 | Heerenveen     |
| 3000 meter | 4.35,73 | 12 november 2017 | Inzell         |

Bijgewerkt tot 26 januari 2024

## Resultaten
| Jaar | NK Afstanden      | NK Sprint |
| ---- | ----------------- | --------- |
| 2018 | 23e 500m          |           |
| 2019 | 20e 500m          |           |
| 2020 | 14e 500m          | 16e       |
| 2021 | 15e 500m          | 17e       |
| 2022 | 9e 500m 18e 1000m | 6e        |
| 2023 | 5e 500m 6e 1000m  | 6e        |
| 2024 | 5e 500m 4e 1000m  | 4e        |
| 2025 | 5e 500m 7e 1000m  | 6e        |